# Liste der Seen im Kanton Schwyz
Die folgende Liste enthält benannte Seen und andere Stillgewässer im Kanton Schwyz.
| Bild | Name des Sees               | Gemeinde(n)                                             | Zufluss                                     | Abfluss                | Fläche in km² | Höhe über Meer | Maximale Tiefe in Meter | Koordinaten     |
| ---- | --------------------------- | ------------------------------------------------------- | ------------------------------------------- | ---------------------- | ------------- | -------------- | ----------------------- | --------------- |
|      | Blauweiher                  | Arth                                                    |                                             |                        | 0,013         | 504 m ü. M.    |                         | 684576 / 211611 |
|      | Blindseeli                  | Muotathal                                               |                                             |                        | 0,001         | 1790 m ü. M.   |                         | 709404 / 196796 |
|      | Glattalpsee                 | Muotathal                                               |                                             |                        | 0,276         | 1853 m ü. M.   |                         | 711506 / 197493 |
|      | Goldseeli                   | Arth                                                    |                                             |                        | 0,004         | 480 m ü. M.    |                         | 685476 / 210980 |
|      | Griensammler                | Lachen                                                  |                                             |                        | 0,010         | 419 m ü. M.    |                         | 707919 / 227632 |
|      | Hirschlensee                | Reichenburg                                             |                                             |                        | 0,065         | 410 m ü. M.    |                         | 716606 / 226178 |
|      | Itlimoosweiher Freyenweijer | Wollerau                                                |                                             |                        | 0,021         | 647 m ü. M.    |                         | 695033 / 226862 |
|      | Klosterteich                | Einsiedeln                                              |                                             |                        | 0,002         | 920 m ü. M.    |                         | 699977 / 220035 |
|      | Lauerzersee                 | Lauerz, Schwyz, Steinen                                 | Steiner Aa                                  | Seeweren               | 3,03          | 447 m ü. M.    | 14                      | 688372 / 209943 |
|      | Rämpensee                   | Vorderthal                                              | Wägitaler Aa                                | Wägitaler Aa           | 0,042         | 640 m ü. M.    |                         | 710588 / 222056 |
|      | Riedplätz Ausgleichsbecken  | Muotathal                                               |                                             |                        | 0,015         | 781 m ü. M.    |                         | 705471 / 201174 |
|      | Salisee                     | Muotathal                                               | Muota, Waldibach                            | Muota                  | 0,030         | 1134 m ü. M.   |                         | 707012 / 197390 |
|      | Seeblisee                   | Oberiberg                                               |                                             |                        | 0,017         | 1432 m ü. M.   |                         | 702609 / 207688 |
|      | Seelenen                    | Riemenstalden                                           |                                             |                        | 0,002         | 1936 m ü. M.   |                         | 696490 / 198400 |
|      | Sihlsee                     | Einsiedeln                                              | Sihl, Minster                               | Sihl                   | 10,72         | 889 m ü. M.    | 17                      | 702218 / 220033 |
|      | Sihlseeli                   | Unteriberg                                              |                                             |                        | 0,016         | 1825 m ü. M.   |                         | 708417 / 208587 |
|      | Silberenseeli               | Muotathal                                               |                                             |                        | 0,019         | 1945 m ü. M.   |                         | 712167 / 203950 |
|      | Sitysee                     | Unteriberg                                              |                                             |                        | 0,003         | 927 m ü. M.    |                         | 703719 / 211276 |
|      | Stoos Seeli                 | Morschach                                               |                                             |                        | 0,005         | 1328 m ü. M.   |                         | 693062 / 203402 |
|      | Träsmerenseeli              | Muotathal                                               |                                             |                        | 0,002         | 2049 m ü. M.   |                         | 703264 / 199276 |
|      | Vierwaldstättersee          | Gersau, Ingenbohl, Küssnacht, Morschach                 | Engelberger Aa, Muota, Reuss, Sarner Aa     | Reuss                  | 113,85        | 434 m ü. M.    | 214                     | 671319 / 208125 |
|      | Wägitalersee                | Innerthal                                               | Aberenbach, Schlierenbach                   | Wägitaler Aa           | 4,18          | 900 m ü. M.    | 65                      | 712509 / 216598 |
|      | Waldisee                    | Muotathal                                               |                                             |                        | 0,051         | 1404 m ü. M.   |                         | 706771 / 196610 |
|      | Waldweiher                  | Arth                                                    |                                             |                        | 0,002         | 507 m ü. M.    |                         | 684815 / 211750 |
|      | Weingartenweiher            | Wollerau                                                |                                             |                        | 0,004         | 492 m ü. M.    |                         | 697488 / 228105 |
|      | Zugersee                    | Arth, Küssnacht                                         | Lorze, Rigiaa                               | Lorze                  | 38,44         | 413 m ü. M.    | 198                     | 679142 / 220544 |
|      | Zürichsee                   | Altendorf, Freienbach, Lachen, Tuggen, Wangen, Wollerau | Aabach, Hornbach, Jona, Linth, Wägitaler Aa | Limmat, Schanzengraben | 88,05         | 406 m ü. M.    | 136                     | 691906 / 234705 |
|      |                             |                                                         |                                             |                        |               |                |                         |                 |

Siehe auch: Liste der grössten Seen in der Schweiz